# Edge of Dawn
Edge of Dawn ist eine deutsche Futurepop-Band. Sie wurde von Mario Schumacher gegründet und besteht seit 2005 neben diesem auch aus Frank M. Spinath, der neben seiner Professur für Psychologie noch in anderen, stilistisch ähnlichen Projekten aktiv ist, wie Seabound und Ghost & Writer. Noch im Jahr des Zusammentreffens entstand die EP The Flight (Lux).
Die erste reguläre Albumveröffentlichung erfolgte 2007 auf Dependent Records. Enjoy the Fall thematisiert den dramatischen Verlauf der Beziehung zu einem Partner mit Borderline-Syndrom.
Das Debüt und die nachfolgende EP (Borderline Black Heart) platzieren sich in der Jahreswertung der Deutschen Alternative Charts (DAC) in den Top 20.
2010 erschienen das Album Anything That Gets You Through the Night und eine weitere EP.

## Diskografie
Alben
- 2007: Enjoy the Fall
- 2010: Anything That Gets You Through the Night

EPs
- 2005: The Flight (Lux)
- 2007: Borderline Black Heart
- 2010: Stage Fright